# Davide Cerullo
Davide Cerullo (Napoli, 1974) è uno scrittore, fotografo e educatore italiano.

## Biografia
Davide Cerullo nasce a Scampia, quartiere popolare di Napoli, nel 1974. Dopo aver trascorso la sua giovane età nella delinquenza, decide di cambiare vita e di dedicarsi all'arte e all'educazione, in particolar modo per i ragazzi dei quartieri popolari di Napoli. 
Ha pubblicato vari libri, in Italia e in Francia, spesso incentrati sulla realtà di Scampia. A Scampia ha creato d'altronde l'Albero delle Storie, spazio aperto dedicato ai bambini del quartiere.

## Libri
- Fiori d'asfalto, con Paolo Vittoria, Società Editrice Fiorentina, 2019, ISBN 9788860325242
- Visages de Scampia: les justes de Gomorra, con testi di Christian Bobin, Erri De Luca e Ernest Pignon-Ernest, Gallimard, 2018, ISBN 9782072781568
- Poesia cruda. Gli irrecuperabili non esistono, Marotta e Cafiero, 2017, ISBN 9788897883647
- Diario di un buono a nulla. Scampia, dove la parodia diventa riscatto, Società Editrice Fiorentina, 2016, ISBN 9788860323903
- Parole evase, Edizioni Gruppo AEPER, 2013, ISBN 978-8898515004
- La ciurma dei bambini e la sfida al pirata Ozi, Dante & Descartes, 2013, ISBN 9788861571105
- Ali bruciate. I bambini di Scampia, con Alessandro Pronzato, Paoline Editoriale Libri, 2009, ISBN 8831535730